# Abtei Notre-Dame de Laon
Die Abtei Notre-Dame in Laon wurde um 660 von der heiligen Salaberga gegründet. Ab dem 12. Jahrhundert wurde die Abtei Saint-Jean genannt, ohne dass ein formeller Wechsel des Patroziniums vorgenommen wurde.

## Geschichte
Nach der Vita Sadalbergae hatte die austrische Adlige Salaberga nach zwei Ehen als Witwe in der Nähe von Langres ein Kloster gegründet, das sie aber nach drei Jahren, wohl in der zweiten Hälfte der 650er Jahre, aufgrund der politischen Wirrnisse der Zeit wieder aufgeben musste. Sie wandte sich nach Laon, wobei die Gründe für die Wahl Laons nicht bekannt sind, lag die Stadt doch nicht in Salabergas austrischer Heimat, sondern in Neustrien. Bischof Attola von Laon wies ihr ein freies Gelände im Südwesten der befestigten Stadt zu, westlich und südlich des alten römischen Cardo und Decumanus und in der Nähe der Stadtmauer, westlich der heute noch existierenden Porte d’Ardon. Hier gründete Salaberga ihr neues Kloster als Doppelkloster, das sie und ihre Familie selbst finanziell ausstatteten und auch bewohnten: Salabergas Bruder Leudin Bodon trat mit seiner Ehefrau Odile in das Kloster ein, bevor er 664 zum Bischof von Toul berufen wurde. Salabergas Vater lebte und starb im Kloster, gut sechs Wochen, nachdem Salaberga selbst 656 verstorben war. Salabergas Ehemann starb als hier als Archidiakon im Jahr 685, ebenso ihr Sohn Baudoin, der ebenfalls Archidiakon war. Ihre 20-jährige Tochter Anstrude wurde ihre Nachfolgerin.
Die Anfänge der Abtei standen unter der Aufsicht von Waldebert, dem dritten Abt des Klosters Luxeuil und damit unter der strengen Columbanregel, allerdings in der Fassung für Frauenklöster, die vermutlich er selbst Jahre zuvor gemeinsam mit Chagnoald, Attoals Vorgänger im Amt in Laon, für die Abtei Faremoutiers geschrieben hatte.
Aufgrund der Herkunft von Salabergas Familie und der Treue, die sie ihrer Heimat gegenüber hielten, wurde das Kloster ein Brückenkopf Austriens in Neustrien. Mit dem Sieg des austrischen Hausmeiers Pippin über die neustrische Konkurrenz wurde Notre-Dame de Laon eine Abtei, die nicht mehr dem Bischof von Laon unterstand.
Zu Beginn des 8. Jahrhunderts lebte vermutlich auch in der Abtei Notre-Dame jene Schreiberin Dulcia, deren als „Liber rotarum“ (Livre des roues, Buch der Räder) bekannte Abschrift des De natura rerum Isidor von Sevillas das älteste Manuskript ist, das in Laon das Mittelalter überstanden hat.
Im 9. Jahrhundert war Notre-Dame de Laon dann zum einen zu einer Abtei geworden, die zusammen mit der benachbarten Königspfalz eine „Klosterpfalz“ bildete, aber zum anderen auch zu einer Abtei, die der Versorgung von königlichen Töchtern und Witwen diente:
- Hildegard († wohl 860), die Tochter Ludwigs des Frommen war Äbtissin einer Abtei Notre-Dame, vermutlich Notre-Dame de Laon.
- Eadgifu, Tochter von Eduard dem Älteren, König von Wessex, war als Witwe von Karl dem Einfältigen († 929) Äbtissin von Notre-Dame, bis sie im Jahr 951 Heribert den Alten, Graf von Meaux etc. heiratete, den langjährigen Gegner ihres Sohnes Ludwig IV., der ihr umgehend die Abtei entzog und sie seiner Ehefrau Gerberga († 984) gab, der Tochter des ostfränkischen Königs Heinrich I.; nach dem Tod Ludwigs (954) wurde aus der Nutznießerin im Jahr 959 die Äbtissin von Notre-Dame de Laon.

Mit dem Ende der Karolingerherrschaft und dem Rückgang der Bedeutung der Pfalzen begann auch der Rückgang der Bedeutung der Abtei Notre-Dame. Beim Aufstand der Bürger Laons gegen ihren Bischof Gaudry im Jahr 1112 wurde die Abtei teilweise niedergebrannt, allerdings in der Folgezeit auch weitgehend wieder aufgebaut, nachdem der Bischof das Kloster den Benediktinern anvertraut hatte. Aber auch trotz der Zerstörungen durch den Aufstand blieb Notre-Dame de Laon die älteste, reichste und angesehenste Abtei des Bistums. In dieser Zeit begann man aber auch, die Abtei nicht nach ihrer Hauptkirche Notre-Dame, sondern nach der zentraler gelegenen Kirche Saint-Jean zu nennen.
Die Abtei wurde zum Teil während der Hugenottenkriege zerstört, im 17. Jahrhundert neu gebaut, 1644 den Maurinern übergeben, ab 1742 erneut renoviert und 1781 schließlich zu einem städtischen Stift. Während der Revolution wurde das Kloster aufgelöst. Im Jahr 1800 wählte der Präfekt des Départements Aisne die aufgegebene Abtei zu seinem Sitz. Heute befindet sich am Standort der Abtei die gesamte Präfektur des Départements. Vom ehemaligen Kloster sind einige Strebepfeiler in der Stadtmauer, Teile eines Kirchenportals und der Kreuzgang aus dem 18. Jahrhundert erhalten. An die Abtei und deren Kreuzgang erinnert der Straßenname „Rue du Cloître Saint-Jean“.

## Architektur
Auf dem Gelände der Abtei wurden bereits in der Gründungsphase sieben Kirchen oder Kapellen errichtet:

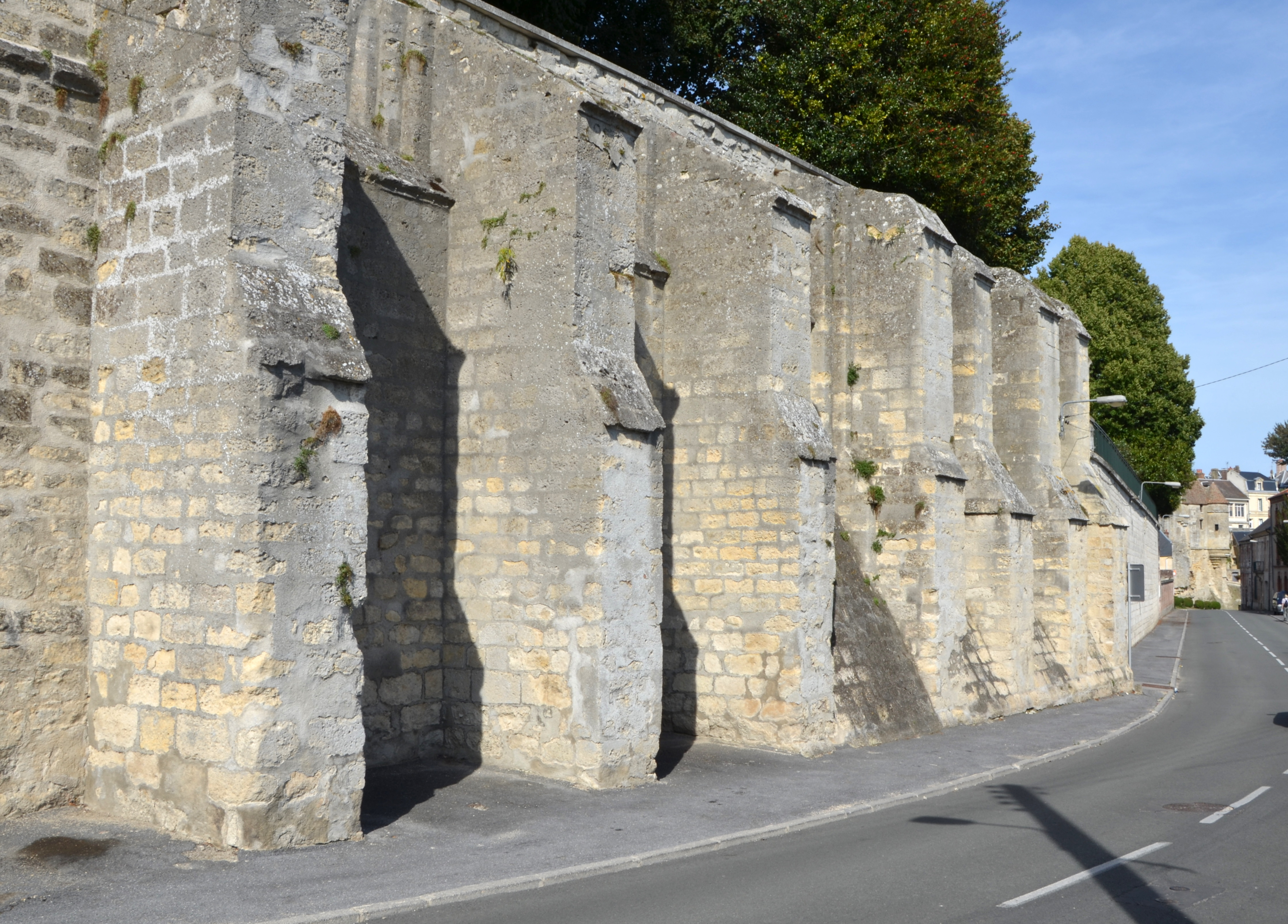
Strebepfeiler der Kirche Notre-Dame in der Stadtmauer

1. Strebepfeiler der Kirche Notre-Dame in der Stadtmauer Die Hauptkirche war Notre-Dame, die, um sie von der Kathedrale Notre-Dame zu unterscheiden, auch Notre-Dame la Profonde genannt wurde. Diese Kirche stand am Südrand der Abtei unmittelbar an der Stadtmauer und dem dahinter steil abfallenden Gelände, daher der Name. Beim Volksaufstand von 1112 wurde Notre-Dame niedergebrannt, aber kurz danach im Stil der Gotik wiederaufgebaut. Diese Kirche wurde während der Belagerung Laons durch Heinrich IV. im Jahr 1594 von der Heiligen Liga teilweise zerstört, um die königlichen Truppen am Zugang zur Stadt zu hindern. Von der Kirche sind einige der Strebepfeiler der Klosterkirche Notre-Dame in der Stadtmauer (Rampe d’Ardon an der Porte d’Ardon, der früheren Porte royale) erhalten.
2. Die zweite wichtige Kirche der Abtei war Saint-Jean, die im nördlichen Teil Klostergeländes und im Gegensatz zu Notre-Dame in der traditionellen West-Ost-Richtung stand. Auch Saint-Jean wurde 1112 niedergebrannt, aber erst Ende des 13. Jahrhunderts wiederaufgebaut. Von ihr sind Teile des Hauptportals erhalten, allerdings nicht an ihrem ursprünglichen Standort, sondern im Privatgarten des Präfekten. Der Rest der Kirche wurde während der Revolution zerstört. Die Kirche Saint-Jean war eigentlich den Propheten und Patriarchen geweiht, von denen Johannes der Täufer einer war. Ihre Lage und Bedeutung hat dazu geführt, dass ab dem 12. Jahrhundert das gesamte Kloster Saint-Jean de la Cité genannt wurde. Am Standort der Kirche Saint-Jean befindet sich heute das Verwaltungsgebäude der Präfektur.
3. Rechts neben dem Chor von Saint-Jean stand die dritte Kirche, die allgemein den Aposteln gewidmet war, aber nur Saint-Pierre genannt wurde. Auch diese Kirche wurde 1112 niedergebrannt, aber ebenfalls kurz danach wieder aufgebaut. Diese Kirche war bereits bei der Gründung der Abtei für die Mönche des Klosters reserviert.
4. Die vierte Kirche, Sainte-Croix, stand am Eingang der Abtei, angeblich, um Dämonen am Zugang zur Abtei zu hindern. Sie und der Zugang zur Abtei befanden sich im Osten des Geländes an der Porte royale und neben dem Eingang zur Königspfalz.
5. Die fünfte Kirche war den Engeln gewidmet und wurde Saint-Michel genannt. Sie stand an der nördlichen Mauer des Klostergeländes.
6. Die sechste Kirche war Saint Aspre gewidmet, Bischof von Toul; sie wurde im 12. Jahrhundert aufgegeben und in eine Kelter umgewandelt. An ihrem Standort befindet sich heute der Saal des Generalrats.
7. Die siebte Kirche, die Maria Magdalena gewidmet war, war lediglich ein Oratorium links neben dem Haupteingang von Saint-Jean. Sie wurde 1341 auf Saint Flochel umgeweiht.

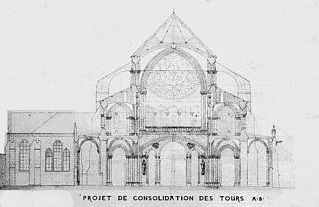
Querschnitt der gotischen Abteikirche Notre-Dame la Profonde
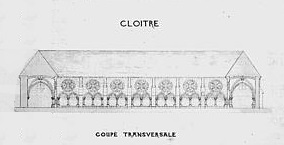
Kreuzgang